# Dioctria lugens
Dioctria lugens är en tvåvingeart som beskrevs av Friedrich Hermann Loew 1873. Dioctria lugens ingår i släktet Dioctria och familjen rovflugor. Inga underarter finns listade i Catalogue of Life.